# Коледа (филм)
„Коледа“ е българска телевизионна новела от 2015 година (драма) на режисьора Борислав Колев, по сценарий на Иван Кулеков по разказа "Коледен разказ". Оператор е Емил Христов. Музиката във филма е от Николай Иванов-ОМ.
Във филма са използвани кадри и музика от филма „Крадецът на праскови“ (1964) (режисьор Въло Радев, сценарий Въло Радев и Емилиян Станев, оператор Тодор Стоянов, музика Симеон Пиронков).

## Сюжет
Възрастният Георги живее сам в родното си село с котката Малина. След като е работил като библиотекар над 50 години, той започва да губи зрението си и вече не може да чете. На Коледа Георги решава, че няма смисъл да живее повече. Котката обаче не е съгласна...

## Състав

### Актьорски състав
| Роля                | Изпълнител                                                                     |
| ------------------- | ------------------------------------------------------------------------------ |
| Георги              | Румен Трайков                                                                  |
| Мария               | Мариана Крумова                                                                |
| младата Мария       | Станислава Николова                                                            |
| съпругата на Георги | Екатерина Стоянова                                                             |
| багерист            | Иван Кулеков                                                                   |
| Христо              | Виктор Семерджиев                                                              |
| човек с ковчег      | Драгомир Ганев                                                                 |
| човек с ковчег      | Георги Станчев                                                                 |
| Малина              | котката Дея                                                                    |
|                     | детска фолклорна танцова формация, гр. Севлиево с ръководител Весела Йорданова |
| Елисавета           | Невена Коканова (архив - Крадецът на праскови)                                 |
| Иво Обретенович     | Раде Маркович (архив - Крадецът на праскови)                                   |